# Ynys Llanddwyn
Ynys Llanddwyn è una piccola isola nel nord di Anglesey (Galles). La città più vicina è Newborough.
La struttura geologica dell'isola è molto interessante: ci sono lave a cuscino, formazioni di diaspro e depositi eolici. Fa parte del Newborough Warren National Wildlife Refuge, che comprende anche un vasto sistema di dune di sabbia ricco di piante.
L'isola è molto ricca di leggende associate a Dwynwen (in gallese Santes Dwynwen). Llanddwyn significa "Chiesa di St. Dwynwen" e la stessa Dwynwen è la patrona gallese di tutti gli amanti, analogamente a San Valentino. Il giorno di San Dwynwen viene celebrato dai gallesi il 25 gennaio, quando gli innamorati si scambiano messaggi e fiori.
Ci sono più di 16 km (10 miglia) di percorsi pedonali che attraversano l'isola di Llanddwyn e Newborough Warren, tra cui il Sentiero Anglesey. I percorsi a piedi sull'isola sono molto popolari tra i turisti, anche se  il parcheggio più vicino all'isola si trova a un miglio (1,6 km) di distanza.
Per la sua pulizia, la spiaggia di Llanddwyn ha ricevuto il Blue Flag Beach Award.

## Llanduin nei film
Nel 2004, il thriller a Half Light è stato girato sull'isola. Il vecchio faro ha avuto un ruolo chiave nel film. Esso è stato abbellito con la grafica computerizzata: fu aggiunta la luce per creare l'effetto di un faro funzionante e anche le pareti sono state decorate.